# Поркари
Поркари (итал. Porcari) — коммуна в Италии, располагается в регионе Тоскана, в провинции Лукка.
Население составляет 8121 человек (2008 г.), плотность населения составляет 477 чел./км². Занимает площадь 17 км². Почтовый индекс — 55016. Телефонный код — 0583.
Покровителями коммуны почитаются святые Иуст и Климент, празднование в Духов день.

## Демография
Динамика населения:

## Администрация коммуны
- Официальный сайт: https://web.archive.org/web/20050305062152/http://www.comune.porcari.lu.it/